# Бродяжки
Бродяжки, или бродяжницы, (лат. Pantala) — род стрекоз из семейства настоящих стрекоз (Libellulidae). Встречается на всех материках, кроме Антарктиды. Размеры представителей рода — от средних до больших, окрас тускло-оранжевый.

## Этимология названия
Название рода происходит от греческого πανταλαζ — очень несчастный, бедный. Русское название объяснить затруднительно, но следует отметить склонность одного из двух его видов к дальним перелётам, «бродяжничеству».

## Виды
Род включает два вида:
- Бродяжка рыжая[2] (Pantala flavescens) (Fabricius, 1798)
- Pantala hymenaea (Say, 1840)